# Un marocchino
Un marocchino (Un marroquí o El marroquí) è un acquerello realizzato dal pittore spagnolo Marià Fortuny i Marsal nel 1869. Si conserva nel gabinetto dei disegni e delle stampe del museo del Prado, a Madrid.

## Storia
La composizione segue degli schemi già trattati in precedenza dall'artista e la sua tecnica mostra la luminosità brillante che apparirà in altre opere successive al 1870, dopo la visita di Fortuny a Granada.
Quest'opera faceva parte di un insieme di nove opere della collezione dell'uomo d'affari Ramón de Errazu che furono donate al museo del Prado nel 1904. È considerata una delle opere maestre realizzate da Fortuny tramite la tecnica dell'acquerello.

## Descrizione
Pur trattandosi di un motivo a tema orientalista, la presenza isolata della figura del marocchino che appoggia la schiena a un muro di mattoni trova dei precedenti significativi in alcuni degli acquerelli dell'autore. La soluzione compositiva che consiste nel ritagliare la figura ritratta sopra una superficie murale, utilizzata come sfondo che serve a chiudere la composizione, è ripresa anche nell'acquerello Frate che raccoglie, sempre al museo del Prado.
Il disegno splendido e la qualità attenta dei tessuti, che mostrano dei dettagli e che contrastano con la parete, sono ottenuti tramite delle larghe pennellate, risultando in un'opera di contrasti che definirà anche la vita stessa dell'artista.